# Mecha

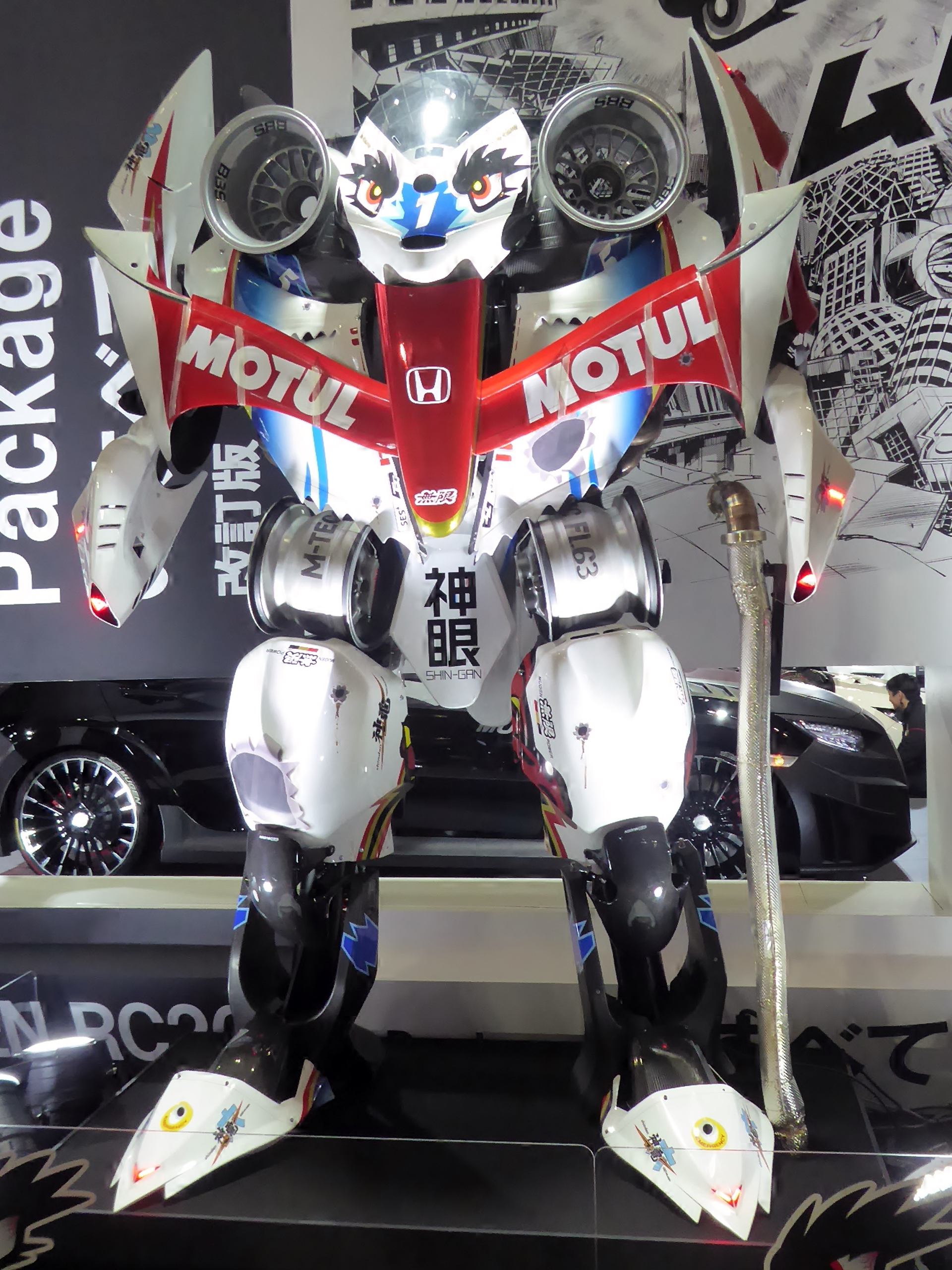
Wizerunek mecha firmy Honda na Osaka Auto Messe 2019

Zasugerowano, aby ten artykuł podzielić na różne artykuły – Mecha i Mech (robot)
Mechy (jap. メカ meka; ang. mechanical robot) – duże, najczęściej humanoidalne roboty, sterowane przez umieszczonego w jego wnętrzu pilota, autonomicznie bądź też zdalnie.

## Etymologia
Słowo „mecha” pochodzi od japońskiego słowa meka (メカ), będącego skróconą formą angielskiego mechanical („mechaniczny”). Choć w języku japońskim mówiąc „meka” można mieć na myśli cokolwiek zaawansowanego technicznie, dzięki wpływowi licznych anime oraz mang, poza Japonią jako „mecha” rozumie się wielkie humanoidalne roboty bojowe.

## Przedstawienie w kulturze
Mecha przedstawiane w produkcjach zachodnich oraz wschodnich znacznie się różnią. Mecha w produkcjach japońskich są zazwyczaj bardzo zwinne i szybkie będąc przy tym zdolnymi do precyzyjnych działań (np. delikatne podniesienie cywila ręką, a następnie ucieczka z terytorium wroga). Mecha projektowane przez firmy amerykańskie mają prawie zawsze charakter czysto militarny.
Mecha są zawsze bardzo potężnymi maszynami, a posiadanie jednego (lub samo bycie pilotem) zazwyczaj jest możliwe tylko dla członków organizacji wojskowych lub wysoko postawionych oficjeli państw i organizacji.
Istnieją jeszcze mecha cywilne, przystosowane na przykład do przenoszenia wielkich ciężarów bądź prac budowlanych. Dostępność takich pojazdów jest zazwyczaj na podobnym poziomie jak w realnym świecie do buldożerów czy dźwigów.

### Sterowanie
Można wymienić cztery główne sposoby sterowania mecha:
1. zdalnie z centrum dowodzenia lub przy wykorzystaniu sztucznej inteligencji;
2. za pomocą odpowiednich drążków, dźwigni itp.;
3. poprzez mechaniczne przełożenie ruchów kończyn operatora na ruchy robota;
4. poprzez mentalne połączenie pilota i mecha.

Czwarty sposób pozwala na „zespolenie” się pilota z mechem, a tym samym pozwala mu poruszać się nim wyjątkowo płynnie i o wiele sprawniej, niżby było to możliwe przy użyciu jakiejkolwiek innej metody. Takie „zespolenie” oznacza zwykle również, że urazy mechaniczne sprawiane maszynie pilot będzie odczuwał na własnej skórze – ten element jest często wykorzystywany w mangach lub anime, aby zwiększyć dramaturgię powieści. Bywa też, że jednocześnie są wykorzystywane co najmniej dwie metody pilotażu.

## Mecha jako gatunek
Mecha jest gatunkiem mangi i anime skupiającym się wokół tytułowych robotów i ich pilotów. Nazewnictwo zazwyczaj różni się w zależności od serii, na przykład mecha w popularnej serii Gundam są nazywane Mobile Suitami, w The Vision of Escaflowne – Guymelefami itp. Motyw transformacji mecha lub pojazdu głównego bohatera jest dość często wykorzystywany (po raz pierwszy transformację mecha pokazano w Getter Robo, później także w bardziej popularnym w Polsce anime Generał Daimos). W wyniku fascynacji transformującymi się mecha powstała cała seria komiksów, seriali animowanych oraz filmów, Transformers.

### Początki
Pierwszą mangą traktującą o gigantycznych robotach był wydany w 1958 Gigantor (w 1963 wyemitowano anime na jego podstawie). Manga ta zapoczątkowała popularny do dziś gatunek. Warto jednak zauważyć, że nie był on sterowany przez pilota siedzącego w jego środku, lecz zdalnie dzięki małemu urządzeniu – ktokolwiek je posiadał, kontrolował maszynę. W 1972 wyemitowano Mazinger Z – pierwsze anime, w którym robot był sterowany przez pilota siedzącego w jego wnętrzu. Warto zauważyć, że Mazinger Z jest najdłuższym serialem anime w historii mecha-anime, liczącym 92 odcinki. Ważnym, mającym do dziś odbicie w wielu serialach elementem jest, wprowadzone przez Mazingera, wykrzykiwanie nazw ciosów podczas ich wykonywania, co jest praktykowane do dziś. Kolejnym prekursorem gatunku był Getter Robo (wyemitowany w 1974). Wprowadził on, kontynuowany potem przez wiele serii, motyw składania jednego wielkiego mecha z kilku pojazdów i transformacji.

### Znane serie
Poniżej przedstawiono listę bardziej znanych serii anime mecha. Większość z nich ma swoje mangi lub zaczynało jako manga i ze względu na dużą popularność mecha zostały animowane.
- Code Geass: Lelouch of the Rebellion
- The Candidate for Goddess
- Wojowniczki z Krainy Marzeń
- Eureka Seven
- Full Metal Panic!
- Geneshaft
- Machine Robo
- Macross
- Mobile Suit Gundam
- Neon Genesis Evangelion
- Mazinger Z
- Getter Robo
- Patlabor
- RahXephon
- Sakura Taisen
- Suisei no Gargantia
- Generał Daimos
- The Vision of Escaflowne
- Zone of the Enders Dolores
- Darling in the Franxx
- Amaim Warrior at the Bordeline

## Mecha w grach
Mecha są obecnie jednym ze standardowych elementów gier z gatunku science-fiction. Choć we wszystkich tego typu grach gracz steruje mechem, to charakterystyka samych pojazdów, jak i rozgrywki nie jest jednolita. Jest tutaj wyraźnie widoczny podział wizji twórców zachodnich i wschodnich. Istnieją gry symulacyjne oraz akcji z mecha w rolach głównych. Te pierwsze mają charakter realistyczny i niedaleko im do bazujących na taktyce FPS, osadzonych w wojennych klimatach. W drugich natomiast przeciwników jest znacznie więcej, a dostępne bronie są mniej prawdopodobne, jak działa laserowe lub miecze świetlne.

### Symulacje
W grach symulacyjnych, w których główną rolę grają mechy, gracz może wcielić się w pilota mecha, ale samo pilotowanie go nie jest jedynym stawianym przed nim wyzwaniem – należy dobrze przestudiować zasady działania mecha i odpowiednio dobierać wyposażenie tak, aby osiągnąć optymalną wydajność swojej jednostki oraz przystosować ją do indywidualnych preferencji pilota. Jednym z ważniejszych czynników jest wydzielane ciepło, ciężar sprzętu oraz pobór energii. Dopracowanie gier tego typu rośnie z roku na rok.
Niektóre gry wolą połączyć symulację z mniej realistycznym podejściem – ideą jest przedstawienie dynamicznych walk mechów w połączeniu z olbrzymimi możliwościami przebudowy i modyfikacji pilotowanego mecha. W każdym jednak przypadku dużą część czasu gry spędza się właśnie na modyfikowaniu i wybieraniu części do złożenia mecha dokładnie według swoich preferencji. Z kilkoma wyjątkami, większość gier przedstawia widok z pierwszej osoby. Możliwa, a czasami wręcz zalecana, jest walka przy użyciu broni białej.

### Gry akcji
Podgatunek ten charakteryzuje zwykle liniowy scenariusz i nieskomplikowane sterowanie. Stawia się duży nacisk na dynamikę i płynność ruchów, gracz ma do wyboru zestaw nierealistycznego, nierzadko zupełnie fikcyjnego i niepraktycznego w rzeczywistym świecie uzbrojenia. Dba się też, bardziej niż w symulacjach, o walory estetyczne.

### Niektóre gry z mechami
- Dostępne w Command & Conquer: Tiberian Sun jednostki „Wolverine” oraz „Titan” są typowymi mechami, wyposażonymi odpowiednio: Wolverine w karabiny, a Titan w ciężkie działo.
- Terranie z gry StarCraft mają jednostkę zwaną „Goliath”. Jest to typowy mech, wyposażony podobnie jak mechy w C&C:TS w karabiny i rakiety przeciwlotnicze. W kontynuacji serii o nazwie StarCraft II Terranie mają do dyspozycji jeszcze jednego mecha o nazwie „Thor”. Jest to dużych rozmiarów maszyna przystosowana do niszczenia celów naziemnych oraz tych, które znajdują się w powietrzu.
- Serie Metal Gear, Metal Gear Solid, jak i Metal Gear Acid sławnego twórcy gier Hideo Kojima w każdej z odsłon stawiają przed bohaterem serii Solid Snake’iem, prócz kilku pośrednich zadań, jeden ostateczny cel: zniszczenie mecha (w grze określanego mianem kroczącego czołgu) – tytułowego Metal Geara, umożliwiającego odpalanie nuklearnych rakiet dalekiego zasięgu z praktycznie każdego miejsca na ziemi.
- Gundam Wing posiada swoją grę na platformę SNES. Jest to bijatyka 2D z udziałem mechów i postaci z anime.
- Super Robot Wars jest wydawaną przez Banpresto (oddział BANDAI) turową grą strategiczną skupiającą wiele mechów z różnych anime i mang w jedną skomplikowaną fabułę. Seria liczy sobie 42 gry, z których pierwsze wydano na Nintendo NESa, a ostatnie na konsolach siódmej generacji (Xbox 360). Z wyjątkiem Super Robot Taisen: Original Generation i Super Robot Taisen: Original Generation 2 na konsolę Game Boy Advance, nie wydano ich poza Japonią.
- Earth21xx – mechy są sterowane przez sztuczną inteligencję zwaną GOLAN. Przypominają typowe mechy z rakietnicami lub specjalnym uzbrojeniem.
- W grze Shogo: Mobile Armor Division gracz zasiada za sterami mechów nazywanych MDA. Gra nawiązuje klimatem do japońskiej mangi Patlabor i Appleseed.
- W grze Battlefield 2142 gracz może sterować dwoma mechami: europejskim L5 Riesig (niem. Olbrzym) lub Azjatyckim T39 Bogatyr (rus. Wojownik).